# Astrid Lorenz

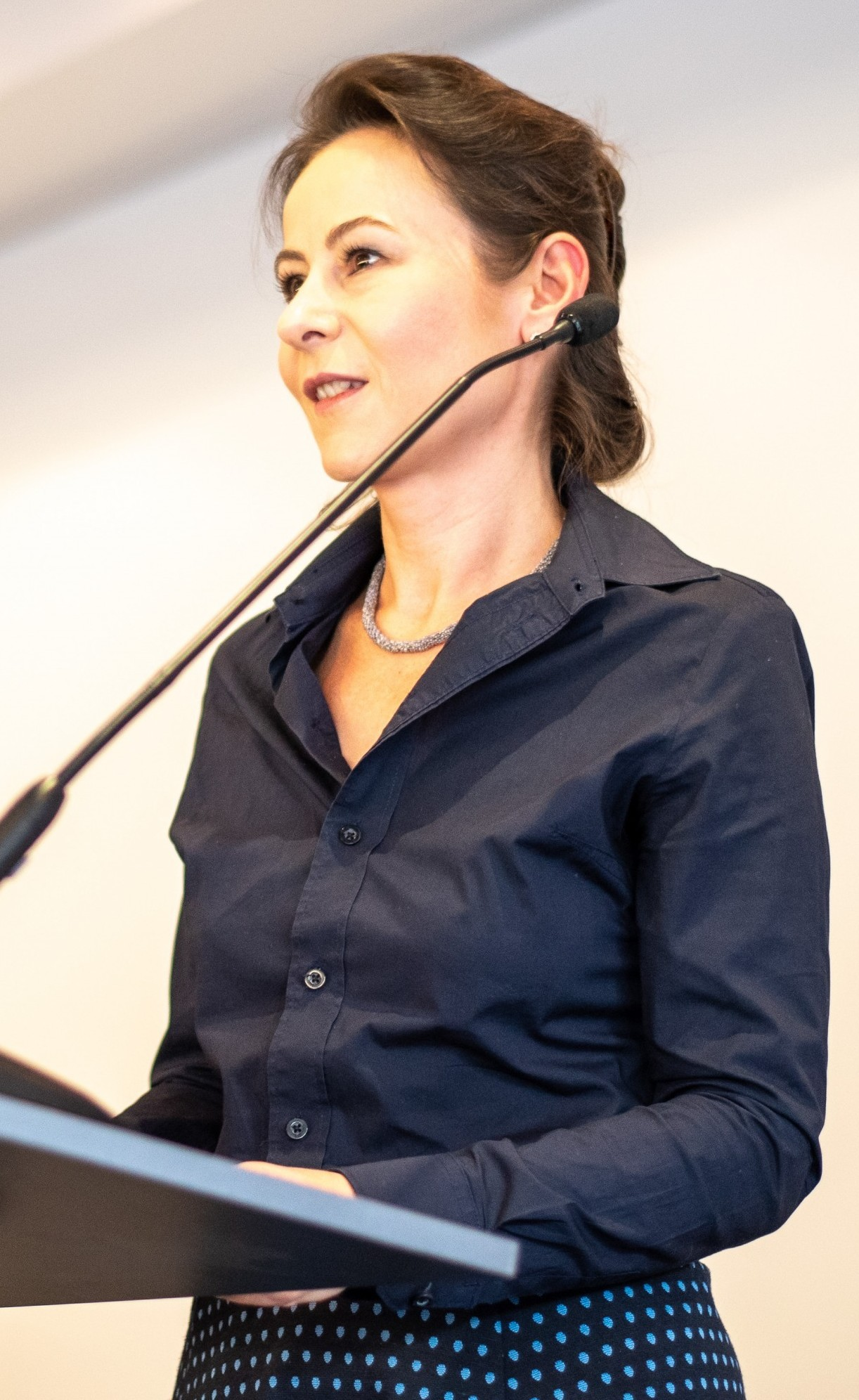
Astrid Lorenz (2019)

Astrid Lorenz (* 1975 in Rostock, Deutsche Demokratische Republik) ist eine deutsche Politikwissenschaftlerin mit dem Forschungsschwerpunkten politische Systeme, Demokratieentwicklung, Verfassungs- und Rechtspolitik. Seit 2010 ist sie Professorin für Politisches System der Bundesrepublik Deutschland/Politik in Europa an der Universität Leipzig.

## Leben
Lorenz legte 1993 ihr Abitur in Neubrandenburg ab. Sie studierte anschließend Politikwissenschaft an der Freien Universität Berlin, wo sie 1997 als Diplom-Politikwissenschaftlerin abschloss. 1998 schloss sie ihr Magisterstudium der Osteuropastudien ab. Von 1998 und 2001 promovierte sie als Stipendiatin der Deutschen Forschungsgemeinschaft an der Humboldt-Universität zu Berlin im Graduiertenkolleg „Das neue Europa. Nationale und internationale Dimensionen institutionellen Wandels“ mit einem Forschungsprojekt zur politischen Entwicklung in Belarus. Ab 1999 nahm sie Lehraufträge an der Humboldt-Universität und der Freien Universität Berlin sowie der Universität Potsdam wahr. Von 2002 bis 2006 war sie wissenschaftliche Assistentin an der Professur für Innenpolitik der Bundesrepublik Deutschland von Gert-Joachim Glaeßner am Institut für Sozialwissenschaften der Humboldt-Universität. 2006 wurde sie dort Juniorprofessorin und habilitierte 2008 mit einer Arbeit zum Thema „Verfassungsänderungen in etablierten Demokratien. Motivlagen und Aushandlungsmuster“. Für diese Arbeit erhielt sie 2009 den Wissenschaftspreis der Deutschen Vereinigung für Politische Wissenschaft.
2010 folgte Lorenz einem Ruf auf die Professur Politisches System der Bundesrepublik Deutschland/Politik in Europa an die Universität Leipzig, welcher seit 2017 als Jean Monnet Chair im Rahmen des Jean-Monnet-Programms der Europäischen Union gefördert wird. Von 2016 bis 2019 war sie Prodekanin und ist seit 2019 Dekanin der Fakultät für Sozialwissenschaften und Philosophie.

## Mitgliedschaften (Auswahl)
- Gründungsvorsitzende (1999–2002) und Beiratsmitglied (2002–2006) der Deutsch-Belarussischen Gesellschaft
- Redaktionsmitglied (2010–2015) der Politischen Vierteljahresschrift
- Mitglied (seit 2015) des Kuratoriums der Sächsischen Landeszentrale für politische Bildung
- Mitglied (seit 2017) im Fachbeirat Wissenschaft der Bundesstiftung zur Aufarbeitung der SED-Diktatur
- Mitglied (2022/23) der Jury für den Standortwettbewerb für das Zukunftszentrum für Deutsche Einheit und Europäische Transformation[2]

## Schriften (Auswahl)
- Vorwärts in die Vergangenheit? Der Wandel der politischen Institutionen in der Republik Belarus' seit 1991. (Dissertation) Humboldt-Universität, Berlin 2001.
- Verfassungsänderungen in etablierten Demokratien: Motivlagen und Aushandlungsmuster. VS Verlag für Sozialwissenschaften, Wiesbaden 2008, ISBN 978-3-531-15667-5.
- Demokratisierung in Ostdeutschland: Verfassungspolitische Weichenstellungen in den neuen Ländern und Berlin. Springer VS, Wiesbaden 2013, ISBN 978-3-658-03186-2.
- mit Andreas Anter und Werner Reuter: Politik und Regieren in Brandenburg. Springer VS, Wiesbaden 2016, ISBN 978-3-658-07225-4.
- mit Hana Formánková (Hrsg.): Das politische System Tschechiens. Springer VS, Wiesbaden 2018, ISBN 978-3658-21558-3.
- mit Christian Hoffmann und Uwe Hitschfeld (Hrsg.): Partizipation für alle und alles? Fallstricke, Grenzen und Möglichkeiten. Springer VS, Wiesbaden 2020, ISBN 978-3-658-27897-7.
- mit Daniela-Maria Maris (Hrsg.): Das politische System Rumäniens: Entwicklung und Herausforderungen in Europa. Springer VS, Wiesbaden 2022, ISBN 978-3-658-36342-0.
- mit Katja Meier und Mattias Wendel (Hrsg.): Rule of law and the judiciary. Nomos, Baden-Baden 2023, ISBN 978-3-7560-0587-1.
- mit Ellen Bos (Hrsg.): Politics and society in Hungary: (De-)democratization, Orbán and the EU. Springer VS, Wiesbaden 2023, ISBN 978-3-658-39825-5.
- mit Dirk Dalberg (Hrsg.): Das politische System der Slowakei: Konstante Kurswechsel in der Mitte Europas. Springer VS, Wiesbaden 2023, ISBN 978-3-658-42632-3.
- mit Lars Vogel und Rebecca Pates (Hrsg.): Ostdeutschland: Identität, Lebenswelt oder politische Erfindung? Springer VS, Wiesbaden 2024, ISBN 978-3-658-43484-7.